# Pseudibis papillosa
El ibis verrucoso (Pseudibis papillosa) es una especie de ave pelecaniforme de la familia Threskiornithidae extendida las tierras bajas semiáridas de Pakistán y la India. No se reconocen subespecies.